# Wilhelm Döllen
Johann Heinrich Wilhelm Döllen, född 25 april (gamla stilen: 13 april) 1820 i Mitau, död 16 februari (gamla stilen: 4 februari) 1897 i Dorpat, var en rysk (balttysk) astronom.
Döllen anställdes 1839 vid Dorpats observatorium och överflyttades 1844 till Pulkovo-observatoriet, där han 1847-90 tjänstgjorde som "äldre astronom". År 1863 blev han föreståndare för det till Pulkovo-observatoriet knutna institutet för utbildning i geodesi. I Dorpat och Pulkovo arbetade han huvudsakligen med meridiancirkeln. 
Av Döllens övriga arbeten kan nämnas Die Zeitbestimmung vermittelst des tragbaren Durchgangsinstrumentes im Vertikale des Polarsterns (1862 och 1874) och de därtill hörande Zeitstern-Ephemeriden (1886 ff.), Aufruf zur Umgestaltung der nautischen Astronomie (1893) och Tabulæ Dorpatenses (1897). Han riktade astronomernas uppmärksamhet på de totala månförmörkelserna för att bestämma månens parallax och diameter. Han iakttog 1874 Venuspassagen i Egypten. 